# Filippo Santoro
Filippo Santoro (* 12. července 1948 Bari) je italský římskokatolický duchovní a emeritní arcibiskup Taranta.

## Život
Narodil se 12. července 1948 v Bari.
Vstoupil do Almo collegio Capranica v Římě. Teologické a filosofické vzdělání získal na Papežské univerzitě Gregoriana. Dne 20. května 1972 byl arcibiskupem Enricem Nicodemem vysvěcen na kněze a inkardinován do arcidiecéze Bari a Canosa. Stal se ředitelem Teologického institutu v Bari. Roku 1975 získal na Katolické univerzitě Nejsvětějšího Srdce titul z filosofie.
Roku 1984 odešel jako misionář fidei donum do arcidiecéze Rio de Janeiro. V letech 1988–1996 byl zodpovědný za společenství Comunione e Liberazione. Dne 10. dubna 1996 jej papež Jan Pavel II. jmenoval pomocným biskupem arcidiecéze Rio de Janeiro a titulárním biskupem z Tuscamie. Biskupské svěcení přijal 29. června z rukou kardinála Eugênia de Araújo Sales a spolusvětiteli byli biskup Gianni Danzi a biskup Karl Josef Romer.
V srpnu 2003 byl jmenován apoštolským vizitátorem seminářů v Mosambiku. Dne 12. května 2004 byl převeden do funkce biskupa Petrópolis. Roku 2009 vykonával službu apoštolského vizitátora ekvádorských seminářů apoštolského vikariátu San Miguel de Sucumbíos.
Dne 21. listopadu 2011 byl papežem Benediktem XVI. ustanoven metropolitním arcibiskupem Taranta. Dne 29. června následujícího roku obdržel od papeže pallium.
Roku 2019 byl účastníkem Biskupské synody pro panamskou oblast.
Dne 22. července 2023 přijal papež jeho rezignaci z důvodu dosažení kanonického věku 75 let.